# Leake County
Das Leake County ist ein County im US-Bundesstaat Mississippi. Das U.S. Census Bureau hat bei der Volkszählung 2020 eine Einwohnerzahl von 21.275 ermittelt.
Der Verwaltungssitz (County Seat) ist Carthage, das nach der nordafrikanischen Stadt Karthago benannt wurde. Das County gehört zu den Dry Countys, was bedeutet, dass der Verkauf von Alkohol eingeschränkt oder verboten ist.

## Geographie
Das County liegt etwas nördlich des geographischen Zentrums von Mississippi und hat eine Fläche von 1516 Quadratkilometern, wovon sieben Quadratkilometer Wasserfläche sind. Es grenzt an folgende Countys:
|                | Attala County |                |
| Madison County |               | Neshoba County |
|                | Scott County  |                |

## Geschichte

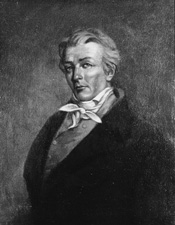
W. Leake

Das Leake County wurde am 23. Dezember 1833 aus Teilen des Choctaw-Landes gebildet. Benannt wurde es nach Walter Leake (1762–1825), Senator (1817–1820) und  Gouverneur von Mississippi (1822–1825).

Fünf Bauwerke und Stätten des Countys sind im National Register of Historic Places eingetragen (Stand 1. Februar 2018).

## Demografische Daten

Alterspyramide des Leake Countys (Stand: 2000)

Nach der Volkszählung im Jahr 2000 lebten im Leake County 20.940 Menschen in 7611 Haushalten und 5563 Familien. Die Bevölkerungsdichte betrug 14 Personen pro Quadratkilometer. Ethnisch betrachtet setzte sich die Bevölkerung zusammen aus 56,14 Prozent Weißen, 37,42 Prozent Afroamerikanern, 4,56 Prozent amerikanischen Ureinwohnern, 0,15 Prozent Asiaten, 0,03 Prozent Bewohnern aus dem pazifischen Inselraum und 1,14 Prozent aus anderen ethnischen Gruppen; 0,57 Prozent stammten von zwei oder mehr Ethnien ab. 2,10 Prozent der Bevölkerung waren spanischer oder lateinamerikanischer Abstammung, die verschiedenen der genannten Gruppen angehörten.
Von den 7611 Haushalten hatten 34,3 Prozent Kinder unter 18 Jahren, die mit ihnen lebten. 52,2 Prozent waren verheiratete, zusammenlebende Paare, 16,5 Prozent waren allein erziehende Mütter und 26,9 Prozent waren keine Familien. 24,3 Prozent aller Haushalte waren Singlehaushalte und in 11,7 Prozent lebten Menschen im Alter von 65 Jahren oder darüber. Die durchschnittliche Haushaltsgröße lag bei 2,65 und die durchschnittliche Familiengröße bei 3,13 Personen.
26,9 Prozent der Bevölkerung war unter 18 Jahre alt, 10,1 Prozent zwischen 18 und 24, 27,0 Prozent zwischen 25 und 44, 21,7 Prozent zwischen 45 und 64 Jahre alt und 14,3 Prozent waren 65 Jahre oder älter. Das Durchschnittsalter betrug 35 Jahre. Auf 100 weibliche kamen statistisch 98,0 männliche Personen und auf 100 Frauen im Alter von 18 Jahren oder darüber kamen 94,2 Männer.

Das durchschnittliche Einkommen eines Haushaltes betrug 27.055 USD, das einer Familie 32.147 USD. Männer hatten ein durchschnittliches Einkommen von 27.367 USD, Frauen 18.307 USD. Das Prokopfeinkommen lag bei 13.365 USD. Etwa 18,1 Prozent der Familien und 23,3 Prozent der Bevölkerung lebten unterhalb der Armutsgrenze.

## Städte und Gemeinden
| City - Carthage | Towns - Lena - Sebastopol1 - Walnut Grove | Village - Thomastown |

| Census-designated places (CDP) - Redwater - Standing Pine - Carson | Unincorporated Communitys - Edinburg - Good Hope | - Madden - Ofahoma |

1 – teilweise im Scott County